# Svend Foyn
Svend Foyn (født 9. juli 1809 i Tønsberg, død 30. november 1894) var en norsk skibsreder. Foyn udviklede den moderne norske hvalfangst.
Efter at først have drevet jagt på sæl gik Foyn i 1864 over til at fange hval fra dampskibe, noget der fik stor betydning, efter at Foyn havde opfundet granatharpunen. For at tilberede dyrene byggede Foyn trankogerier i Vadsø med underafdelinger i Tønsberg. Da hvalerne blev fredet for jagt langs Finmarkskysten, søgede Foyn andre fangstpladser ved Island og i Sydhavet. Hans sidste rejse blev beskrevet i bogen The cruise of the Antarctic (1895). Foyn, der erhvervede store rigdomme, var gavmild mod fødebyen Tønsberg.